# Эдано, Юкио
Юкио Эдано (яп. 枝野 幸男 Эдано Юкио, род. 31 мая 1964, Уцуномия, префектура Тотиги) — японский политический и государственный деятель. Член Палаты представителей Японии и нынешний генеральный секретарь Конституционно-демократической партии.

## Политическая карьера
На всеобщих выборах 1993 года, в возрасте 29 лет, Эдано присоединился к Новой партии Японии Морихиро Хосокава и занял место в 5-м округе Сайтама. Он участвовал в формировании Демократической партии Японии в 1996 году. Как законодатель, Эдано сыграл определенную роль в ответных действиях правительства на скандал с ВИЧ-инфекцией 1995 года и реорганизацию финансовой индустрии 1998 года.
Эдано был назначен генеральным секретарем ДПЯ в марте 2010 года, когда он был правящей партией страны. Кацуя Окада, бывший министр иностранных дел, впоследствии заменил его в сентябре 2010 года. В январе 2011 года Эдано стал главным секретарем кабинета министров. В марте 2011 года он был временно назначен главой МИД.
После землетрясения 2011 года и цунами в северо-восточной Японии он был лицом правительства, борясь с последствиями, часто появляющимися по телевидению. Из-за частоты его выступлений пользователи Twitter заботятся о своем здоровье. Twitter hashtag «#edano_nero» стал популярным, от императивного слова для сна! (寝ろ nero) на японском языке.
2 октября 2017 года Эдано запустил Конституционно-демократическую партию Японии из леволиберального крыла Демократической партии, став лидером новой силы. Несмотря на то, что она сформировалась всего за три недели до выборов, КДП провел очень эффективную кампанию с принципиальной платформой и использовала социальные медиа на беспрецедентном в японской политике уровне. Эдано возглавил вторую по величине парламентскую фракцию по итогам всеобщих выборов. В настоящее время он является лидером оппозиции.